# Jesús Vidal Chamorro

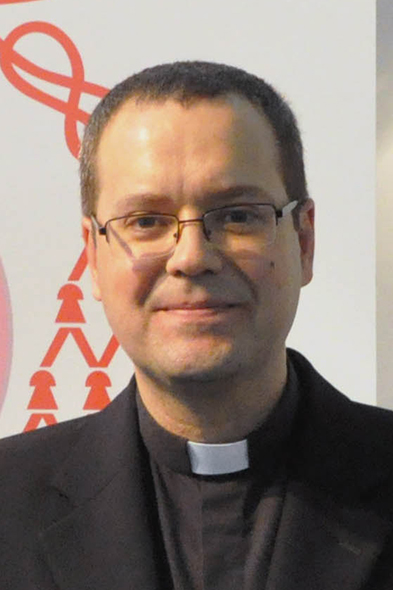
Jesús Vidal Chamorro, 2017

Wappen von Jesús Vidal Chamorro als Bischof von Segovia

Wappen von Jesús Vidal Chamorro als Weihbischof

Jesús Vidal Chamorro (* 6. Mai 1974 in Madrid, Spanien) ist ein spanischer Geistlicher und römisch-katholischer Bischof von Segovia.

## Leben
Jesús Vidal Chamorro erwarb 1997 an der Universität Complutense Madrid ein Lizenziat im Fach Wirtschaftswissenschaft. Er empfing am 8. Mai 2004 das Sakrament der Priesterweihe für das Erzbistum Madrid.
Anschließend war Vidal Chamorro als Pfarrvikar in der Pfarrei Nuestra Señora del Rosario de Fátima sowie als stellvertretender Kaplan der Katholischen Aktion in Madrid und als Vizerektor der Kirche Santo Niño del Remedio tätig, bevor er 2008 Kaplan der Katholischen Aktion in Madrid und der Manos Unidas wurde. 2007 erwarb er an der Dámaso Universität in Madrid ein Lizenziat im Fach Katholische Theologie. Von 2012 bis 2015 war Jesús Vidal Chamorro zudem Mitglied des Priesterrates des Erzbistums Madrid und bischöflicher Delegat für die Jugendpastoral.
Seit 2015 war Vidal Chamorro Regens des Priesterseminars in Madrid und seit 2016 zudem Pfarrer der Pfarrei Santa María de la Cabeza. Daneben gehört er seit 2017 dem Konsultorenkollegium des Erzbistums Madrid an.
Am 29. Dezember 2017 ernannte ihn Papst Franziskus zum Titularbischof von Elepla und zum Weihbischof in Madrid. Die Bischofsweihe spendete ihm der Erzbischof von Madrid, Carlos Kardinal Osoro Sierra, am 17. Februar 2018 in der Kathedrale Santa María la Real de La Almudena; Mitkonsekratoren waren der Alterzbischof von Madrid, Antonio María Kardinal Rouco Varela, und Erzbischof Renzo Fratini, Apostolischer Nuntius in Spanien.
Vom 21. September 2022 bis zum 10. Juni 2023 verwaltete er zusätzlich als Apostolischer Administrator das vakante Bistum Alcalá de Henares.
Papst Franziskus ernannte ihn am 3. Dezember 2024 zum Bischof von Segovia. Die Amtseinführung fand am 18. Januar des folgenden Jahres statt.